# Ongeronde open voorklinker
De ongeronde open voorklinker is een klinker waarvan de articulatie de volgende kenmerken bezit:
- De klinker is open.
- Het is een voorklinker, wat betekent dat de tong zich zo ver mogelijk voor in de mond bevindt zonder contact te maken met de tandkassen of het verhemelte.
- Het is een ongeronde klinker.

In het Internationaal Fonetisch Alfabet wordt voor deze klinker over het algemeen het symbool [a] gebruikt. Dit symbool wordt tevens gebruikt voor de open centrale ongeronde klinker, omdat deze twee klinkers bijna niet verschillen. Wanneer het toch nodig is het verschil te maken, kan voor de centrale klinker het symbool [ä] worden gebruikt. Het overeenkomende X-SAMPA-symbool is a.

## Voorbeeld
- Frans: [a]?: a; geschreven als i in de combinatie oi; soms ook geschreven als e voor mm, nn
  - Voorbeelden: avoir [avwaʀ]?, "hebben", déjà [deʒa]?, "al", lapin [lapɛ̃]?, "konijn", femme [fam]?, "vrouw".